# Потапов, Михаил Михайлович (художник)
Михаил Михайлович Потапов (10 июня 1904, Варшава, Российская империя — 12 августа 2007, Соликамск) — художник-иконописец, египтолог, писатель, дьякон русской Православной церкви, орденоносец Александрийской Патриархии, почетный академик Российской Пушкинской академии, член творческого союза художников России и Международной федерации художников, почетный гражданин г. Соликамска.

## Биография
Родился 10 июня 1904 года в пригороде Варшавы (до 1917 года − Варшавская губерния) в семье потомственного дворянина, генерала медицинской службы М. И. Потапова и дочери зажиточного кузнеца с Полтавщины М. И. Слюсаренко. Получил начальное образование в Московском дворянском пансионе, затем в Черкасской гимназии, где проявил особые успехи в рисовании, истории, изучении древних языков. Окончил Севастопольскую классическую гимназию в 1922 году (в тот момент — Школа 2-й ступени им. Луначарского). Из-за дворянского происхождения был лишён возможности продолжать образование в высших учебных заведениях СССР. Работал чертежником, сотрудничал с Херсонесским историческим музеем, делал зарисовки археологических находок, оформлял античный отдел. Параллельно продолжал художественное образование в частной студии Ю. И. Шпажинского, выпускника Петербургской Академии художеств, известного севастопольского живописца. Увлекался историей искусства, археологией, теософией.
С 1928 года начинается иконописная деятельность M.М. Потапова и серьёзное изучение истории христианского искусства, прежде всего, византийской храмовой живописи. Им ведется переписка и консультирование с лучшими специалистами того времени. В частности, с Александром Ивановичем Анисимовым, под руководством которого была произведена реставрация знаменитого образа Владимирской Богоматери. Одновременно продолжает самостоятельное изучение истории Древнего Египта, в особенности периода XVIII династии; состоит в переписке с виднейшими египтологами того времени Д. Г. Брэстедом, В. В. Струве, Б. А. Тураевым, Ю. Я. Перепёлкиным, Б. Б. Пиотровским.
В 1929 году по приглашению академика Н. Я. Марра, давшего высокую оценку его реконструкциям древнеегипетской живописи, М. М. Потапов приезжает в Ленинград, где зачисляется практикантом в египетский отдел государственного Эрмитажа. Принимает участие в оформлении новой экспозиции.
В 1933—1935 годах. М. М. Потапов работает художником Московского Дарвиновского Музея.
В 1935 году был арестован органами НКВД по ложному доносу о контрреволюционной деятельности. В 1935—1940 годах отбывает заключение в лагерях ГУЛАГа. Во время заключения работает художником в центральном театре Беломоро-Балтийского канала. 
В 1940 году освобождается из мест заключения и переезжает на местожительство в Крым к матери и брату. Михаил Михайлович Потапов реабилитирован в 1967 году. В годы Великой Отечественной войны находится в Крыму, на территории, оккупированной фашистами. Работает санитаром в госпитале, во время одной из ночных бомбёжек получает контузию. После войны М. М. Потапов живёт в Закарпатье у старшего брата Владимира. В 1945 году, в период иконописных работ в Свято-Рождественском женском монастыре с. Липчи, Михаил Потапов рукоположен в дьяконы Православной церкви.
С 1943 года постоянно занимается иконописью и монументальной живописью в православных храмах Украины. Работы М. М. Потапова представляют собой высокохудожественные памятники, часть которых является археологически точной реконструкцией византийского стиля VI—VII и XI—XIII вв. С другой стороны, М. М. Потапов продолжает и переосмысливает традиции академической школы в русской церковной живописи, яркими представителями которой являются М. А. Врубель, В. М. Васнецов, М. В. Нестеров. Художником вырабатывается собственный глубоко стиль, который становится вершиной русской церковной живописи XX века.
В 1954 году Патриарх Всея Руси Алексий I приглашает М. М. Потапова в Троице-Сергиеву лавру для составления проекта росписи Покровской церкви при Московской Духовной академии и открытия при Лавре иконописной мастерской. По состоянию здоровья М. М. Потапов отклоняет предложение Патриарха.
Российские и зарубежные деятели Церкви и искусства неоднократно давали самые высокие оценки работам М. М. Потапова, в частности, росписям в Мукачево, Евпатории и Одессе. В 1980 году Александрийский Патриарх Николай VI удостоил архидиакона Михаила орденом Св. Апостола и Евангелиста Марка.
Египтологические исследования М. М. Потапова привели к созданию им уникального живописного цикла «Эхнатониана».
В 1981 году Михаил Потапов приглашается в Соликамск, где открывается его первая персональная выставка. Серия картин «Эхнатониана» приобретается городским краеведческим музеем. В 1984 году М. М. Потапов окончательно переезжает на постоянное местожительство в Соликамск, где пишет 12 икон в иконостас храма Иоанна Предтечи и 8 икон для Знаменской церкви с. Городище Соликамского района.
Михаил Михайлович Потапов прожил 103 года. Им написаны картины, иконы, книга. В 2004 году к столетию художника была издана его повесть о фараоне Эхнатоне «Солнечный мессия Древнего Египта». В 1990 году по приглашению посольства Египта в России художник посетил Каир, в знак признательности подарил 17 картин из серии «Галерея выдающихся деятелей Египта», которые находятся сейчас в «Александрийской библиотеке» г. Александрия, Египет.
В декабре 1996 года вместе со своим учеником С. И. Лапиным побывал в Египетском музее Берлина.
В 1997 году М. М. Потаповым и С. И. Лапиным совершено путешествие в города Одессу и Мукачево, по местам где в 70 и 80-е годы жил и работал художник.
В 1998 году М. М. Потапову присвоено звание «Почетный академик Российской Пушкинской Академии».
В 1999 году состоялась презентация первого зарубежного альбома с репродукциями картин и икон М. М. Потапова.
В 2001 году М. М. Потапову присвоено звание «Почетный гражданин города Соликамска».

## Основные периоды иконописного творчества
1928 г. — Плащаница Божьей Матери. Собор Покрова Божьей Матери, г. Севастополь (не сохранились).
1943 г. — одноярусный иконостас. Церковь с. Воинка Симферопольской области (не сохранился).
1944 г. — одноярусный иконостас. Церковь с. Новая Натальевка, Крым (не сохранился).
1945 г. — одноярусный иконостас. Церковь с. Великая Маячка Мелитопольской области (не сохранился).
1946 г. — одноярусный иконостас. Собор Свято-Рождественского женского монастыря; «Илья Пророк в пустыне» — образ для фронтона каплицы, с. Липча Закарпатской области.
1950—1951 гг. — иконостасные образа. Собор женского монастыря, с. Уголька Закарпатской обл. Впоследствии перевезены в Дмитриевскую церковь с. Малая Уголька.
1952—1954 гг. — образ Покрова Божией Матери (высота 3 м) на запрестольной стене алтаря, 4 образа в иконостасе (Спаситель, Богоматерь, два Архангела), 2 образа в боковых киотах («Моление о Чаше», «Богоматерь над телом умершего Сына»). Благовещенская церковь, г. Хуст, Закарпатская область.
1953—1956 гг. — двойные образа трёх иконостасов верхнего храма, «Воскресение Христово» над горним местом в нижнем храме. Стенописные образы Христа в главном куполе, поясное изображение Богоматери на потолке под хорами, в притворе на боковых стенах большие фигуры архангелов. Успенский кафедральный собор, г. Одесса.
1954—1955 гг. — иконы «Архангел Гавриил», «Архистратиг Михаил» для центрального иконостаса. Свято-Пантелеимоновский мужской монастырь, г. Одесса (впоследствии приобретены Патриархом Алексием 1 для Патриаршей дачи в Переделкино Московской области).
1957—1958 гг. — одноярусный иконостас; наружный образ пророка Илии над входом, Свято-Ильинская церковь, г. Евпатория.
1960 г. — образы Пророка Илии и Архангела Гавриила в боковых нишах. Свято-Ильинская церковь, г. Одесса.
1968, 1972—1976 гг. — роспись стен бокового алтаря в стиле византийских фресок VI—VII вв., иконостас; образа Христа и Богоматери на боковых стенах и в киотах по сторонам иконостаса; иконы Иоанна Златоуста и Василия Великого; около 20 икон на хоругвях. Кафедральный собор, г. Мукачево, Закарпатская область.
1968—1969 гг. — Картина «Явление Воскресшего Христа ученикам в Эммаусе», архиерейские покои. г. Мукачево, Закарпатская область.
1970 г. — стенопись «Благовещение», «Семь священномучеников Херсонесских». Кафедральный собор, г. Симферополь (не сохранились).
1976 г. — 2 больших образа Христа и Богоматери в боковых киотах, Свято-Никольский женский монастырь. г. Мукачево, Закарпатская область.
1978 г. — домовая церковь патриаршей резиденции, стенопись. Свято-Успенский мужской монастырь, г. Одесса.
1978—1981 гг. — стенопись в византийском стиле (77 настенных композиций), иконопись. Церковь Успения Божьей Матери Свято-Успенского мужского монастыря, г. Одесса.
1982 г. — образа в иконостасе: Спаситель, Богоматерь, Николай Чудотворец. Бывшая униатская церковь, г. Хуст, Закарпатская область.
1984—1985 гг. — образа апостолов в царских вратах большого и малого иконостасов. Знаменская церковь, с. Городище, Соликамский район
1989-9 гг. — 6 больших образов в иконостасе и 6 в царских вратах, малые образа, плащаница Богоматери. Церковь Иоанна Предтечи, г. Соликамск (дар М. М. Потапова храму).
1992 г. — Альфа и Омега (древнейший символ Спасителя).
1991 г. — местный чин иконостаса. Клотский районный центр, Волгоградская область.

## Память
- В январе 2011 года научно-исследовательским институтом «Крымская астрофизическая обсерватория» в честь художника-иконописца, египтолога и писателя М. М. Потапова малой планете № 13480 присвоено имя «Потапов».
- С 1995 года в Соликамске, в квартире, где жил художник, открыт музей Михаила Потапова.
- Выставки художника проходили в Москве в Египетском посольстве, в Центре-Музее имени Н. К. Рериха; в Перми, Екатеринбурге, Березниках, Лысьве, Чусовом, Добрянке и других городах Пермского края.

## Фильмы о художнике
- «Египтянин» (Свердловск, 1989),
- «Ощущаю душу свою» (Пермь, 1988),
- «Заблудившийся в веках» (Пермь, 1992),
- «Посланник Вечности» (Новосибирск, 1996),
- «Пришелец из страны фараонов» (Москва 2001)
- «Один день из жизни школьника» (Соликамск, 2009)
- «Чудес приснотекущая река…»(Березники-Соликамск, 2012)